# Wes Madiko
Wes Madiko (gick under artistnamnet Wes), född 15 januari 1964 i Motaba i Kamerun, död 25 juni 2021 i Paris, Frankrike, var en kamerunsk sångare, musiker och låtskrivare. Han började spela och lyssna på musik redan som sjuåring. Samtidigt lärde hans farfar honom att spela det kameruanska traditionella instrumentet sanza. Han flyttade senare med sin flickvän till Frankrike där hans musikaliska karriär skulle få sitt uppsving. Wes arbetade i flera år med att spela in albumet Welenga som senare sålde i över fyra miljoner exemplar världen över. Han släppte 2000 albumet Sinami.
Den största hiten Wes har haft är "Alane".